# Simandre (Saône-et-Loire)
Pour les articles homonymes, voir Simandre.
Simandre est une commune française située dans le département de Saône-et-Loire, en région Bourgogne-Franche-Comté.

## Géographie
Simandre fait partie de la Bresse louhannaise.
Simandre est située à 2,5 km de Ormes, à 11 km de Tournus, à 22 de Louhans et à 24 km de Chalon-sur-Saône.
Simandre est bordée, à l'ouest, par la Saône.
La commune s'est urbanisée sur le long de la route Chalon-sur-Saône à Bourg-en-Bresse (RD 933).
Il a existé une gare ferroviaire à Simandre sur la ligne de Chalon-sur-Saône à Bourg-en-Bresse qui a fonctionné, pour les voyageurs, de 1878 à 1939. La gare la plus proche, en 2018 est celle de Tournus.

### Communes limitrophes
Les communes limitrophes sont Baudrières, L'Abergement-de-Cuisery, Boyer, La Frette, Huilly-sur-Seille, Lacrost, Loisy, Ormes et Tournus.

### Climat
Pour des articles plus généraux, voir Climat de la Bourgogne-Franche-Comté et Climat de Saône-et-Loire.
En 2010, le climat de la commune est de type climat océanique dégradé des plaines du Centre et du Nord, selon une étude du Centre national de la recherche scientifique s'appuyant sur une série de données couvrant la période 1971-2000. En 2020, Météo-France publie une typologie des climats de la France métropolitaine dans laquelle la commune est exposée à un climat semi-continental et est dans la région climatique Bourgogne, vallée de la Saône, caractérisée par un bon ensoleillement (1 900 h/an), un été chaud (18,5 °C), un air sec au printemps et en été et des vents faibles.
Pour la période 1971-2000, la température annuelle moyenne est de 11,3 °C, avec une amplitude thermique annuelle de 17,9 °C. Le cumul annuel moyen de précipitations est de 894 mm, avec 11,1 jours de précipitations en janvier et 7,4 jours en juillet. Pour la période 1991-2020, la température moyenne annuelle observée sur la station météorologique de Météo-France la plus proche, « Montpont », sur la commune de Montpont-en-Bresse à 15 km à vol d'oiseau, est de 11,8 °C et le cumul annuel moyen de précipitations est de 1 026,2 mm. 
La température maximale relevée sur cette station est de 40,3 °C, atteinte le 31 juillet 2020 ; la température minimale est de −16,5 °C, atteinte le 20 décembre 2009,,.
Les paramètres climatiques de la commune ont été estimés pour le milieu du siècle (2041-2070) selon différents scénarios d'émission de gaz à effet de serre à partir des nouvelles projections climatiques de référence DRIAS-2020. Ils sont consultables sur un site dédié publié par Météo-France en novembre 2022.

## Urbanisme

### Typologie
Au 1er janvier 2024, Simandre est catégorisée commune rurale à habitat dispersé, selon la nouvelle grille communale de densité à sept niveaux définie par l'Insee en 2022.
Elle est située hors unité urbaine. Par ailleurs la commune fait partie de l'aire d'attraction de Chalon-sur-Saône, dont elle est une commune de la couronne,. Cette aire, qui regroupe 109 communes, est catégorisée dans les aires de 50 000 à moins de 200 000 habitants,.

### Occupation des sols
L'occupation des sols de la commune, telle qu'elle ressort de la base de données européenne d’occupation biophysique des sols Corine Land Cover (CLC), est marquée par l'importance des territoires agricoles (79 % en 2018), en diminution par rapport à 1990 (83,2 %). La répartition détaillée en 2018 est la suivante : zones agricoles hétérogènes (27 %), prairies (26,4 %), terres arables (25,6 %), zones urbanisées (10,5 %), forêts (9,6 %), eaux continentales (0,9 %). L'évolution de l’occupation des sols de la commune et de ses infrastructures peut être observée sur les différentes représentations cartographiques du territoire : la carte de Cassini (XVIIIe siècle), la carte d'état-major (1820-1866) et les cartes ou photos aériennes de l'IGN pour la période actuelle (1950 à aujourd'hui).

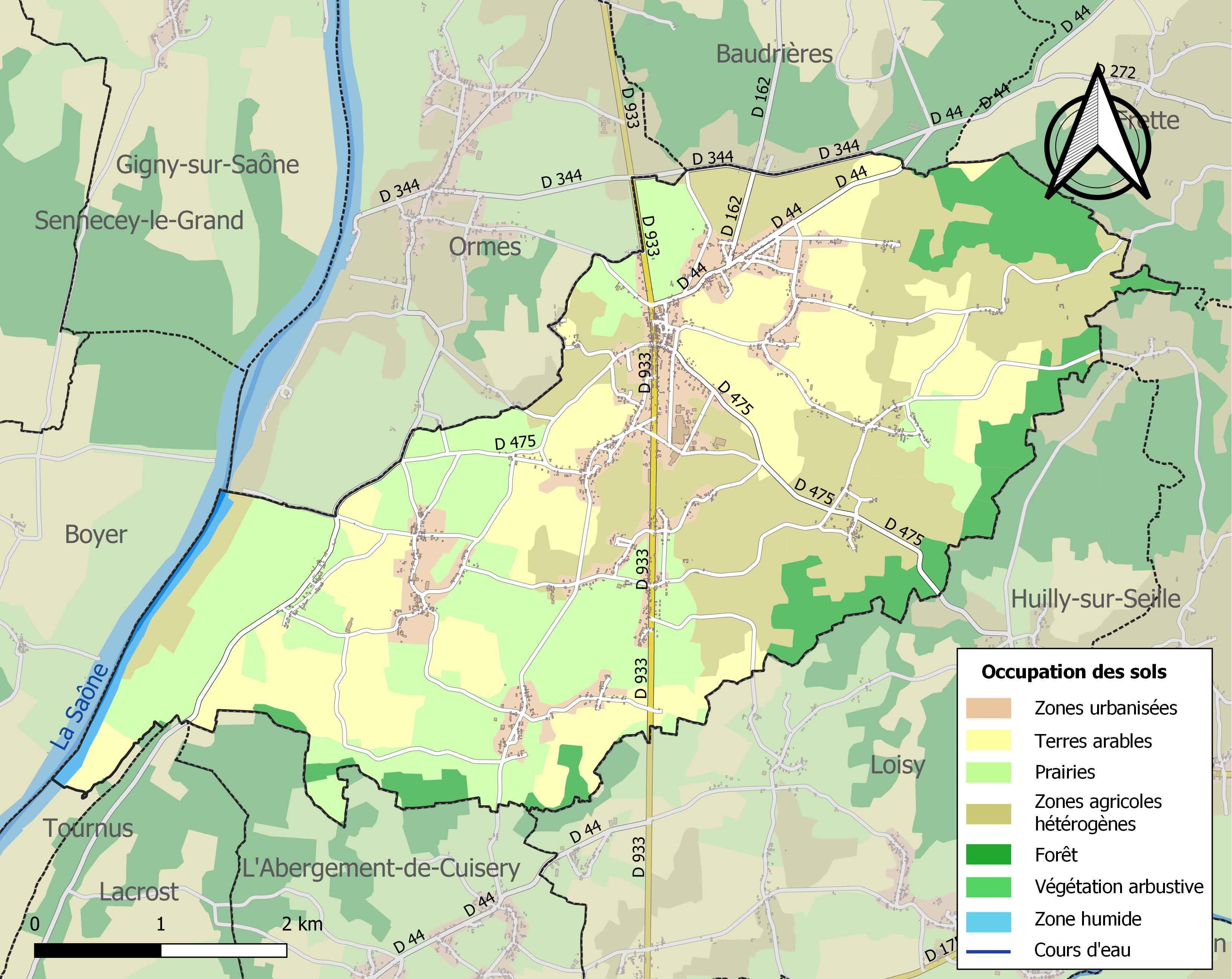
Carte des infrastructures et de l'occupation des sols de la commune en 2018 (CLC).

## Histoire

### Époque gallo-romaine
Au pré de Bize (le long de la Saône en rive gauche) se trouve un établissement antique, avec une fosse remplie de matériaux de construction (tuiles, pierres et torchis), d'une grande quantité de tessons de céramique et de divers objets mélangés à une terre noirâtre. L'essentiel de la céramique semble provenir de Gaule du centre, peut-être de Gueugnon. Un mortier fait de pâte claire portant la marque BIRACVSFE (Biracus Fe(cit)) vient probablement de l’atelier de Mortillon sur Coulanges (Allier). Une coupe dans le bord de la fosse a livré une structure ressemblant aux restes d'un mur de fondation (suggestion de fondations en pierre sèche et d'un bâtiment en bois et torchis pour l'élévation). Le site aurait été occupé de la fin du Ier siècle jusqu'au début du IIIe siècle. La très grande variété des céramiques suggère soit des rejets domestiques, soit des chargements de céramiques brisées lors du déchargement de bateaux.

### Moyen Âge
Pendant l'époque carolingienne, le site gallo-romain du pré de Bize a été exploité comme source de pierres pour construire un four à chaux.
Durant le Moyen Âge, le bourg de Simandre dépend de la seigneurie d'Ormes.

## Politique et administration

### Tendances politiques et résultats

#### Élections présidentielles
Le village de Simandre place en tête à l'issue du premier tour de l'élection présidentielle française de 2017, Marine Le Pen (RN) avec 31,23 % des suffrages. Mais lors du second tour, Emmanuel Macron (LaREM) est en tête avec 50,99 %.

#### Élections législatives
Le village de Simandre faisant partie de la quatrième circonscription de Saône-et-Loire, place en tête lors du 1er tour des élections législatives françaises de 2017, Stéphane Gros (LR) avec 39,13 % des suffrages. Mais lors du second tour, il s'agit de Cécile Untermaier (PS) qui arrive en tête avec 59,04 % des suffrages.
Lors du 1er tour des élections législatives françaises de 2022, Cécile Untermaier (PS), députée sortante, arrive en tête avec 38,20 % des suffrages comme lors du second tour, avec cette fois-ci, 59,68 % des suffrages.

#### Élections départementales
Le village de Simandre faisant partie du canton de Cuiseaux place le binôme de Sébastien Fierimonte (DIV) et Carole Rivoire-Jacquinot (DIV), en tête, dès le 1er tour des élections départementales de 2021 en Saône-et-Loire avec 42,52 % des suffrages. Lors du second tour, les habitants décideront de placer de nouveau le binôme de Sébastien Fierimonte (DIV) et Carole Rivoire-Jacquinot (DIV) , en tête, avec cette fois-ci, près de 52,73 % des suffrages. Devant l'autre binôme menée par Frédéric Cannard (DVG) et Sylvie Chambriat (DVG) qui obtient 47,27 %. Cependant, il s'agit du binôme Frédéric Cannard (DVG) et Sylvie Chambriat (DVG) qui est élu, une fois les résultats centralisés. Il est important de souligner une abstention record lors de ces élections qui n'ont pas épargné le village de Simandre avec lors du premier tour 72,77 % d'abstention et au second, 70,23 %.

### Liste des maires de Simandre

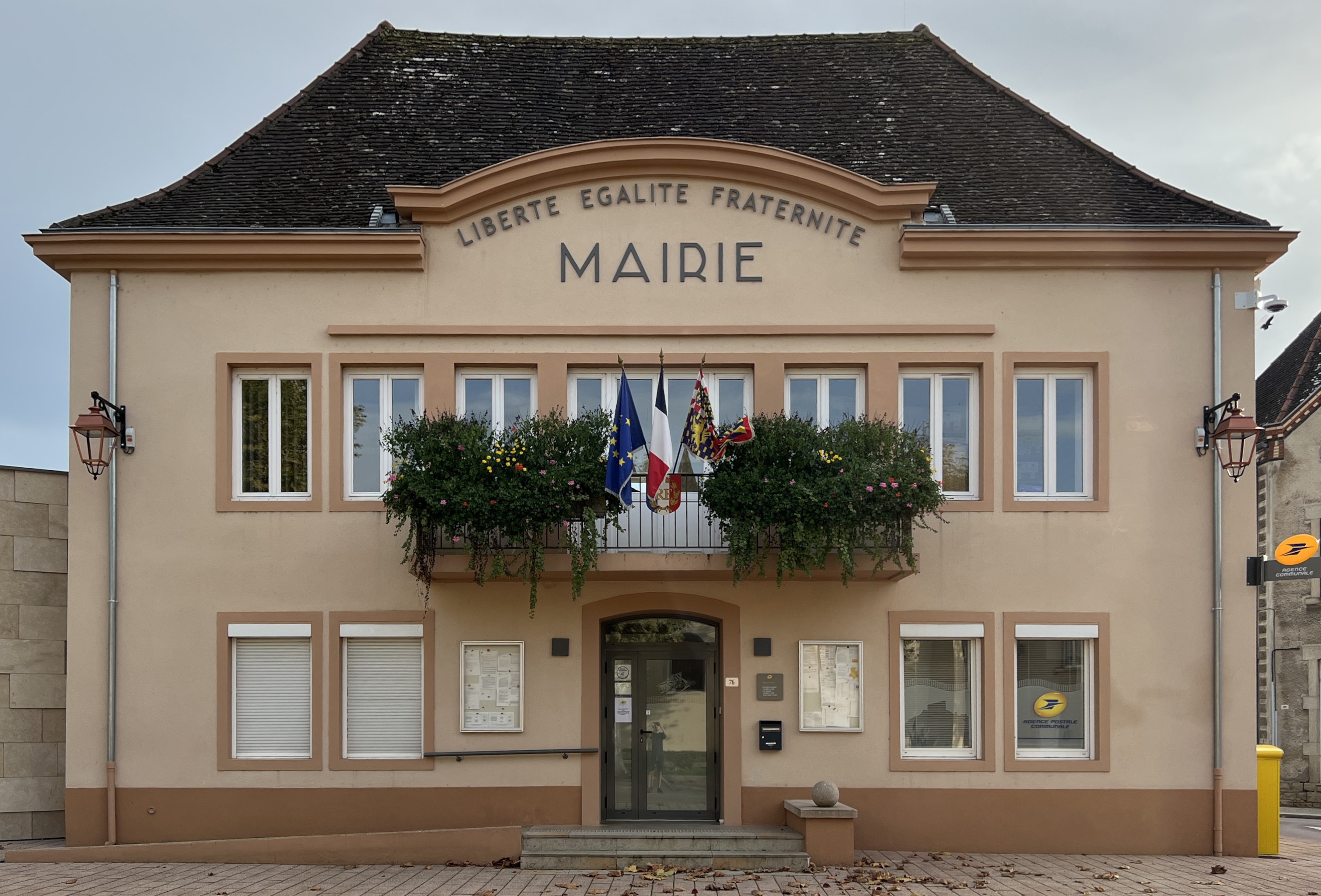
Mairie.

| Période                                  | Période   | Identité           | Étiquette | Qualité |
| ---------------------------------------- | --------- | ------------------ | --------- | ------- |
| juin 1995                                | mars 2008 | Daniel Thevenin    |           |         |
| mars 2008                                | mars 2014 | Jean-Gaston Edme   |           |         |
| mars 2014                                | 2020      | Danielle Lecuelle  |           |         |
| mars 2020                                | En cours  | Christophe Galopin |           |         |
| Les données manquantes sont à compléter. |           |                    |           |         |

## Démographie
L'évolution du nombre d'habitants est connue à travers les recensements de la population effectués dans la commune depuis 1793. Pour les communes de moins de 10 000 habitants, une enquête de recensement portant sur toute la population est réalisée tous les cinq ans, les populations de référence des années intermédiaires étant quant à elles estimées par interpolation ou extrapolation. Pour la commune, le premier recensement exhaustif entrant dans le cadre du nouveau dispositif a été réalisé en 2008.

En 2022, la commune comptait 1 744 habitants, en évolution de +1,63 % par rapport à 2016 (Saône-et-Loire : −1,06 %, France hors Mayotte : +2,11 %).
| 1793  | 1800  | 1806  | 1821  | 1831  | 1836  | 1841  | 1846  | 1851  |
| ----- | ----- | ----- | ----- | ----- | ----- | ----- | ----- | ----- |
| 1 636 | 1 700 | 1 853 | 1 704 | 1 764 | 1 720 | 1 826 | 1 751 | 1 787 |

| 1856  | 1861  | 1866  | 1872  | 1876  | 1881  | 1886  | 1891  | 1896  |
| ----- | ----- | ----- | ----- | ----- | ----- | ----- | ----- | ----- |
| 1 717 | 1 727 | 1 729 | 1 698 | 1 757 | 1 761 | 1 800 | 1 729 | 1 693 |

| 1901  | 1906  | 1911  | 1921  | 1926  | 1931  | 1936  | 1946  | 1954  |
| ----- | ----- | ----- | ----- | ----- | ----- | ----- | ----- | ----- |
| 1 714 | 1 722 | 1 732 | 1 582 | 1 569 | 1 567 | 1 510 | 1 350 | 1 224 |

| 1962  | 1968  | 1975  | 1982  | 1990  | 1999  | 2006  | 2008  | 2013  |
| ----- | ----- | ----- | ----- | ----- | ----- | ----- | ----- | ----- |
| 1 192 | 1 075 | 1 072 | 1 141 | 1 215 | 1 275 | 1 504 | 1 566 | 1 674 |

| 2018  | 2022  | - | - | - | - | - | - | - |
| ----- | ----- | - | - | - | - | - | - | - |
| 1 739 | 1 744 | - | - | - | - | - | - | - |

## Lieux et monuments
Église romane Saint-Jean-Baptiste, dont le clocher, la travée et l'abside sont inscrits à l'inventaire supplémentaire des Monuments historiques depuis le 27 novembre 1951.
Il existe sur le territoire communal cinq sentiers de randonnées permettant de découvrir sept lavoirs et des mares riches en espèces animales et végétales.
La Lande des Bruyères est installée sur des sables fins entre le Val de Saône et la Bresse, cet espace boisé offre une flore et une faune riches : callune, bourdaine, engoulevents, effraies, rainette verte...

## Sports
Rugby à XV
Le RC Simandre devenu Saône Seille rugby, créé en 1976, engagé en série régionale de Bourgogne.

## Personnalités liées à la commune
L'abbé Victor Terret, historien de la Grèce antique et historien d'art.

## Pour approfondir